# 天津市第二中级人民法院
天津市第二中级人民法院是中华人民共和国天津市的一所中级人民法院。

## 沿革
该院于1995年12月31日与天津市第一中级人民法院经天津市人民代表大会常务委员会批准设立，该两法院的前身天津市中级人民法院同时撤销。

## 机构设置

### 审判机构
- 立案一庭
- 立案二庭
- 刑事审判第一庭
- 刑事审判第二庭
- 民事审判第一庭
- 民事审判第二庭
- 民事审判第三庭
- 民事审判第四庭
- 行政审判庭
- 审判监督庭
- 执行庭
- 执行工作办公室
- 研究室

#### 派出审判机构
- 驻天津港保税区审判庭
- 驻天津铁厂审判庭

### 其他机构
- 办公室（含财务处）
- 政治部（包括干部处、老干部处、组织宣传处）
- 机关党委办公室
- 监察室
- 行政处
- 法警支队
- 工会

## 历任领导
| 院长 副院长 | 党组书记 |

## 对应基层人民法院
1. 天津市滨海新区人民法院
2. 天津市河东区人民法院
3. 天津市河西区人民法院
4. 天津市东丽区人民法院
5. 天津市津南区人民法院
6. 天津市宁河县人民法院

## 知名案例
- 陈良宇受贿、滥用职权、玩忽职守案
- 慕马案中的原辽宁省省长张国光受贿案
- 周永康案中的原公安部副部长李东生受贿案
- 法国米其林集团总公司诉天津米其林电动自行车有限公司侵犯商标专用权案
- 剑南春酒厂有限公司与黄振和侵害商标专用权纠纷案
- 作家周国平与北京北大方正电子有限公司、天津市图书馆著作权纠纷案
- 天津市泥人张世家绘塑老作坊、张宇与陈毅谦、宁夏雅观收藏文化研究所、北京天盈九州网络技术有限公司擅自使用他人企业名称及虚假宣传纠纷案
- 深圳市盟世奇商贸有限公司与天津市宁河县泽安商贸有限公司侵犯著作权纠纷上诉案（《熊出没》遭侵权事件）
- 邹起奎诉浙江淘宝网络有限公司、唐裕华侵害作品署名权、复制权、信息网络传播权纠纷案
- 2016“颠覆国家政权系列案”，维权人士翟岩民、胡石根、周世锋和勾洪国分别被判刑。[1]
- 2015年天津“8·12”爆炸案
- 原最高人民法院副院长奚晓明受贿案
- 709律师王全璋“煽动顛覆國家政權案”
- 原中国华融董事长赖小民受贿、贪污、重婚案